# Грин (округ, Иллинойс)
Грин (англ. Greene County) — округ в штате Иллинойс, США. По данным переписи 2010 года численность населения округа составила 13 886 чел., по сравнению с переписью 2000 года оно уменьшилось на 5,9 %. Окружной центр округа Грин — город Карролтон.

## История
Округ Грин сформирован в 1821 году и назван в честь Натаниэля Грина, участника Войны за независимость.

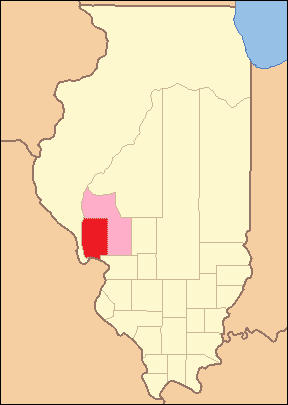
Территория округа после его создания в 1821 году, включая временно присоединённые территории
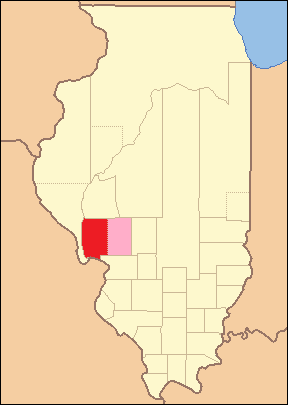
Территория округа с 1823 по 1825 года
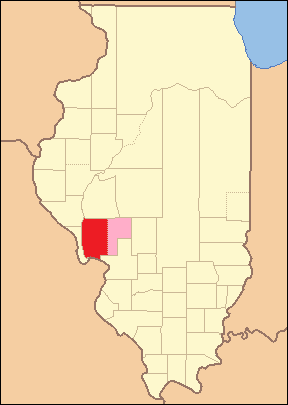
Территория округа с 1825 по 1829 года
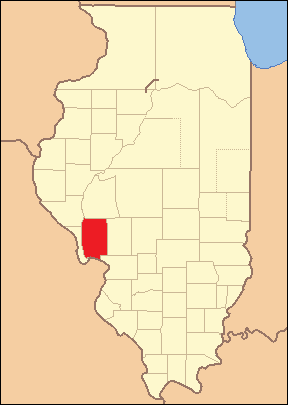
Территория округа с 1829 по 1839 года
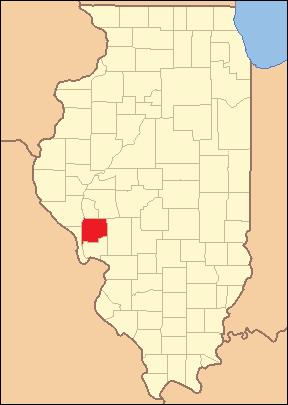
Территория округа с 1839 года и по сей день

## География
Общая площадь округа — 1414,8 км² (546,27 миль²), из которых 1406,4 км² (543,02 миль²) или 99,41 % суши и 8,4 км² (3,25 миль²) или 0,59 % водной поверхности.

### Климат
Округ находится в зоне влажного континентального климата. Температура варьируется в среднем от минимальных -9 °C в январе до максимальных 31 °C в июле. Рекордно низкая температура была зафиксирована в январе 1912 года и составила -32 °C, а рекордно высокая температура была зарегистрирована в июле 1934 года и составила 45 °C. Среднемесячное количество осадков — от 41 мм в январе до 110 мм в мае.

### Соседние округа
Округ Грин граничит с округами:
- Скотт — на севере
- Морган — на севере
- Макупин — на востоке
- Джерси — на юге
- Калхун — на юго-западе
- Пайк — на северо-западе

### Основные автомагистрали
| Автомагистраль      | Длина     | Начальный пункт | Конечный пункт | Год образования |
| ------------------- | --------- | --------------- | -------------- | --------------- |
| Шоссе US 67         | 2511 км   | Пресидио, Техас | Сабула, Айова  | 1926            |
| Трасса Illinois-100 | 256,03 км | Алтон           | Данфермлайн    | 1924            |
| Трасса Illinois-108 | 87,0 км   | Кампсвилл       | Реймонд        | 1924            |
| Трасса Illinois-267 | 95,0 км   | Годфри          | Джексонвилл    | 1965            |

## Населённые пункты
| Населённый пункт | Статус         | Год основания | Площадь  | Население (2010) |
| ---------------- | -------------- | ------------- | -------- | ---------------- |
| Гринфилд         | город          |               | 4,6 км²  | 1071 чел.        |
| Карролтон        | окружной центр |               | 4,9 км²  | 2484 чел.        |
| Кейн             | деревня        |               | 1,3 км²  | 438 чел.         |
| Рокбридж         | деревня        |               | 1,8 км²  | 169 чел.         |
| Рудхаус          | город          |               | 2,8 км²  | 1814 чел.        |
| Уайт-Холл        | город          |               | 6,7 км²  | 2520 чел.        |
| Уилмингтон       | деревня        |               | 2,1 км²  | 142 чел.         |
| Хиллвью          | деревня        |               | 2,3 км²  | 193 чел.         |
| Элдред           | деревня        |               | 0,26 км² | 201 чел.         |

## Демография
По данным переписи населения 2000 года, численность населения в округе составила 14 761 человек, насчитывалось 5757 домовладений и 4075 семей. Средняя плотность населения была 10 чел./км².
Распределение населения по расовому признаку:
- белые — 98,06 %
  - немецкого происхождения — 29,2 %
  - ирландского происхождения — 10,2 %
  - английского происхождения — 14,3 %
- афроамериканцы — 0,75 %
- коренные американцы — 0,24 %
- азиаты — 0,11 %
- латиноамериканцы — 0,52 % и др.

Из 5757 домовладений в 32,5 % были дети в возрасте до 18 лет, проживающие вместе с родителями, в 57 % — супружеские пары, живущие вместе, в 9,2 % — матери-одиночки, а 29,2 % не имели семьи. 25,7 % всех домовладений состояли из отдельных лиц и в 14,1 % из них проживали одинокие люди в возрасте 65 лет и старше. Средний размер домохозяйства — 2,51 человек, а средний размер семьи — 3,0.
Распределение населения по возрасту:
- до 18 лет — 25,5 %
- от 18 до 24 лет — 8,8 %
- от 25 до 44 лет — 26,4 %
- от 45 до 64 лет — 21,8 %
- от 65 лет — 17,5 %

Средний возраст составил 38 лет. На каждые 100 женщин приходилось 96,6 мужчин. На каждые 100 женщин возрастом 18 лет и старше приходились 94,0 мужчины.
Средний доход на домовладение — $ 31 754, а средний доход на семью — $ 37 057. Мужчины имеют средний доход от $ 30 067 против $ 20 269 у женщин. Доход на душу населения в округе — $ 15 246. Около 10,1 % семей и 12,4 % населения находились ниже черты бедности, в том числе 14,8 % из них моложе 18 лет и 9,1 % в возрасте 65 лет и старше.